# Cây Dyson

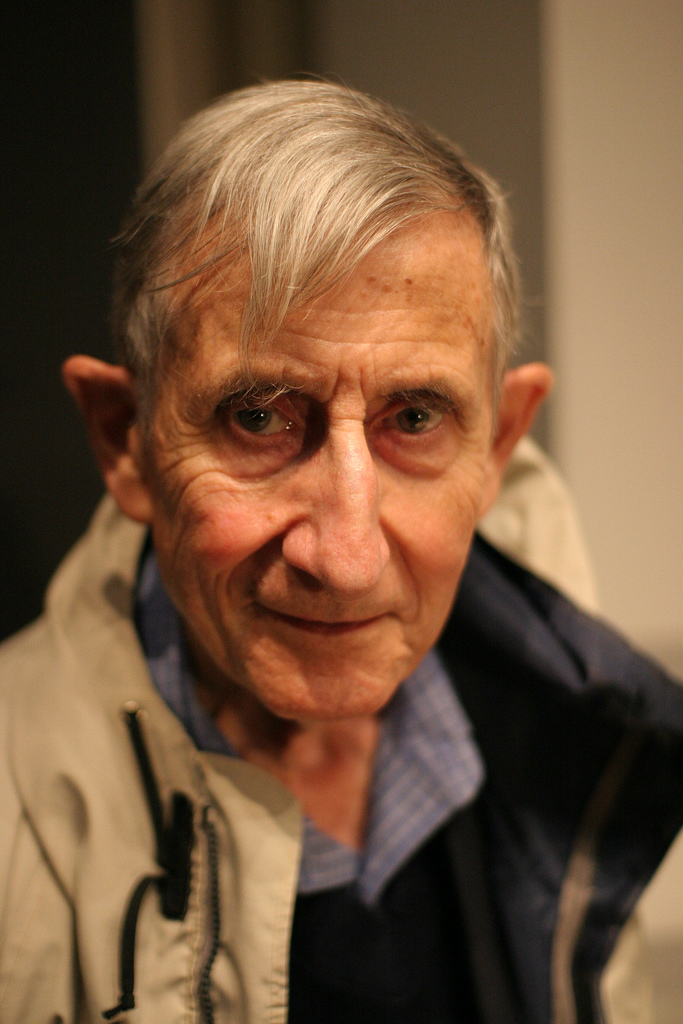
Freeman Dyson năm 2005

Cây Dyson là một giả thuyết trong biến đổi gen của thực vật (có lẽ giống như một cái cây) có khả năng phát triển bên trong một sao chổi, được đề xuất bởi nhà vật lý Freeman Dyson. Thực vật có thể tạo ra bầu không khí dễ thở trong không gian rỗng của sao chổi (hoặc thậm chí trong chính thực vật), sử dụng năng lượng mặt trời để quang hợp và vật liệu sao cho chất dinh dưỡng, do đó cung cấp môi trường sống tự duy trì cho nhân loại trong hệ mặt trời bên ngoài tương tự như nhà kính trong không gian hoặc lớp vỏ được trồng bởi động vật thân mềm.
Một cây Dyson có thể bao gồm một vài cấu trúc thân chính mọc ra từ nhân sao chổi, phân nhánh thành các chi và tán lá đan xen nhau, tạo thành một cấu trúc hình cầu có thể dài hàng chục km.

## Cây Dyson trong khoa học viễn tưởng
Cây Dyson được nhắc đến nhiều lần trong khoa học viễn tưởng, bắt đầu từ những năm 1980:
- Một trong những con nuôi đầu tiên của Trope là Ngôi nhà trên cây của Rachel Pollack (1984).[2]
- Khái niệm này được thảo luận trong Carl Sagan và cuốn sách phi tiểu thuyết Comet của Ann Druyan vào năm 1985, và một số bức tranh của cây Dyson xung quanh sao Thổ và trong không gian giữa các vì sao được minh họa trong cuốn sách của Jon Lomberg.
- Tiểu thuyết Vacuum Flowers của nhà triết học siêu nhân học Michael Swanwick vào năm 1987, 'dysonsworlders' đã thiết lập các khu định cư cây trong Đám mây Oort.
- Dưới cái tên "Space Poplars", cây Dyson được mô tả trong hai tiểu thuyết khoa học viễn tưởng của Donald Moffitt, The Genesis Quest và Second Genesis. Ở đây, chúng được sử dụng như cả môi trường sống và tàu vũ trụ, được đẩy bởi những chiếc lá phản chiếu bên ngoài được sử dụng như những cánh buồm mặt trời hữu cơ.
- Dan Simmons, với Endymion (1996) và Rise of Endymion (1997) - cả hai phần của Hyperion Cantos của ông - đề cập đến cây Dyson, và trong tiểu thuyết sau về một hệ thống cây khổng lồ bao quanh toàn bộ một ngôi sao (gợi nhớ đến quả cầu Dyson).
- Trong Manifold: Space (2001) của Stephen Baxter, nhân vật chính của Baxter Reid Malenfant tại một thời điểm thấy mình ở trong một cây Dyson.
- Trong Nhánh Orion chia sẻ về vũ trụ (thành lập 2000), cây Dyson và cây "rừng" Dyson được gọi là orwoods; những cái này đã được thiết lập trong một số hệ thống sao trên khắp không gian terragen. Từ "Orwood" trong bối cảnh này ban đầu được đặt ra bởi Anders Sandberg.
- Trò chơi nhập vai Transhuman Space bao gồm sự khởi đầu của một nỗ lực của cây Dyson trên Trạm Yggdrasil (Deep Beyond, trang 70, 2003)
- Trong sê -ri Tenchi Muyo OVA, Jurai sử dụng những cây có thể sống trong không gian như những con tàu và trong ngôi đền của nhân vật giống nữ thần Tokimi, một cây khổng lồ có rễ bao quanh một hành tinh.
- Trong loạt The Dirty Pair, tập "Chạy từ tương lai" miêu tả môi trường sống của Nimkasi, một môi trường sống bao bọc bên ngoài là một cây Dyson.
- Trò chơi video Eufloria dựa trên khái niệm cây Dyson.[3]